# Porpác
Porpác é um município da Hungria, situado no condado de Vas. Tem 6,2 km² de área e sua população em 2015 foi estimada em 132 habitantes.